# Хорев (село)
Хорев (укр. Хорів) — село в Локачинской поселковой общине Владимирского района Волынской области Украины.
До 2020 года входило в Локачинский район.
Код КОАТУУ — 0722485203. Население по переписи 2001 года составляет 352 человека. Почтовый индекс — 45534. Телефонный код — 3374. Занимает площадь 1,736 км².